# William Paterson (Kaufmann)

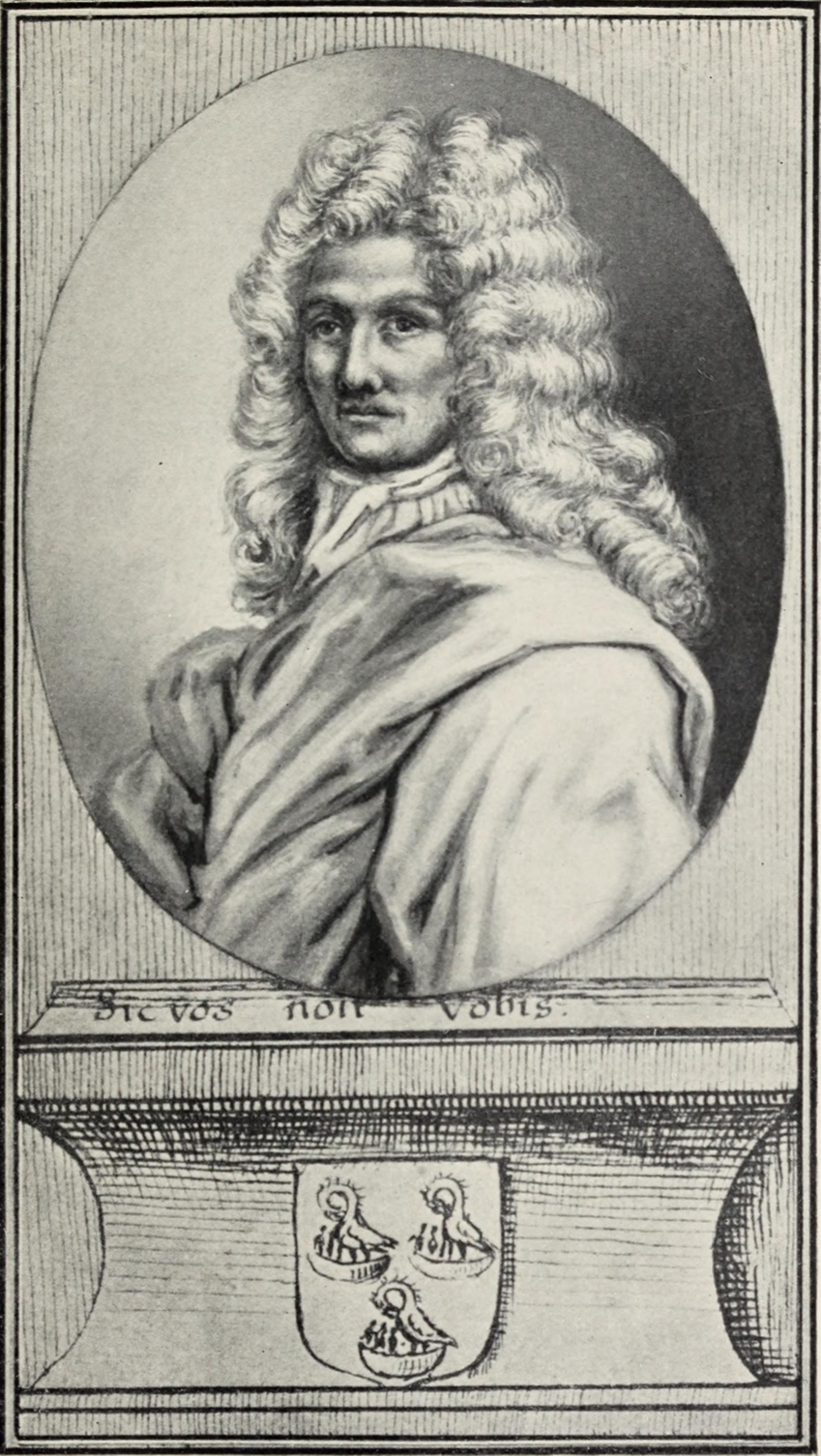
William Paterson

William Paterson (* April 1658 in Tinwald, Dumfriesshire; † 22. Januar 1719 in London) war ein schottischer Kaufmann, Autor und Politiker. Er war der Gründer der Bank of England und Initiator der gescheiterten schottischen Kolonie New Caledonia im mittelamerikanischen Darién.

## Anfänge
Paterson wurde in ärmlichen Verhältnissen auf einem Bauernhof in Schottland geboren. Wahrscheinlich wurde er bei Verwandten in Bristol erzogen. Mit 17 Jahren wanderte er nach Boston, Massachusetts aus und heiratete dort Elizabeth Turner, die Witwe eines presbyterianischen Predigers. Von dort zog er weiter auf die Bahamas und nach Mittelamerika. Anfang der 1680er Jahre kehrte er nach Europa zurück, wo er unter anderem in Hamburg und Amsterdam Geschäftsbeziehungen knüpfte. Er wurde am 16. November 1681 Mitglied der Worshipful Company of Merchant Taylors, der Gilde der Tuchhändler. In den 80er Jahren des 17. Jahrhunderts mehrte er sein Vermögen beträchtlich und wurde in den Kaffeehäusern der Lombard Street als Proponent raffinierter Geschäftsideen bekannt.

## Die Bank of England
1692 trat Paterson erstmals vor einem Parlamentsausschuss auf, dessen Aufgabe es war, neue Finanzierungsmöglichkeiten für King William’s War zu finden. Patersons Vorschlag war es, eine Aktiengesellschaft zu gründen, aus deren Vermögen der Regierung zu günstigen Zinsen Kredite angeboten würden. Die Aktionäre könnten so Zinsgewinne auf ihre Einlagen erhalten, die Gesellschaft würde Gewinne aus der Differenz zwischen den Ausschüttungen an die Aktionäre und dem Zinssatz der Regierungskredite machen und die Regierung hätte eine dauerhafte und zuverlässige Geldquelle.
Der erste Vorschlag Patersons wurde als „zu niederländisch“ abgelehnt. So kurz nach der Glorious Revolution (1688/89), in der England sich für den holländischen Statthalter Wilhelm III. von Oranien-Nassau als König entschieden hatte, wollte man keine weiteren niederländischen Einflüsse. Erst die dritte Version des Plans, ausgearbeitet von Paterson, dem Kaufmann Michael Godfrey und dem Finanzminister Charles Montagu, wurde 1693/94 angenommen. Montagu, der ein Defizit von einer Million Pfund zu erwarten hatte, stellte Paterson weiteren Ministern und Parlamentariern vor. Im April 1694 wurde ein Gesetz beschlossen, das die Einkünfte aus verschiedenen Steuern (darunter den Alkoholsteuern) einmalig in einen Fonds umleitete, der zur Gründung der Bank of England dienen sollte.
Die Zeichnungsfrist begann am 21. Juni 1694, nach nur 10 Tagen waren bereits Aktien im Wert von 1,2 Millionen Pfund gezeichnet. Die Bank wurde am 27. Juli offiziell gegründet, Paterson zu einem ihrer 24 Aufsichtsräte ernannt. Sein neuer Plan für einen (verzinsten) Fonds zugunsten von Londoner Waisen wurde von den anderen Aufsichtsräten als Konkurrenz zur Bank aufgefasst, Paterson zum Rücktritt gedrängt. Am 27. Februar 1695 legte er empört sein Mandat nieder und verkaufte seine Anteile an der Bank.

## Schottland

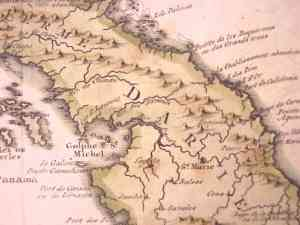
Zeitgenössische Karte von Darién

Paterson hatte in London Andrew Fletcher, Laird of Saltoun, kennengelernt. Im Frühjahr 1695 reisten beide zusammen nach Schottland. Der Nachbar Saltouns in Schottland, John Hay, 1. Marquess of Tweeddale, war Lord High Commissioner, das heißt, er war der persönliche Vertreter Jakobs II. im schottischen Parlament. Paterson und Fletcher wollten bei ihm um Unterstützung für Patersons Plan einer Kolonie in Mittelamerika, genauer im panamaischen Darién, werben. Der Zeitpunkt war ideal, Hay stand unter großem politischen Druck, die Schuldigen des Massakers von Glencoe zur Verantwortung zu ziehen. Das Projekt einer Kolonie in Panama kam Hay als Ablenkung sehr gelegen: In der Eröffnungsansprache des Parlaments von 1695 kündigte er ein Gesetz zur Förderung einer schottischen Kolonie an. Das Gesetz beinhaltete die Gründung der Company of Scotland Tradeing with Affrice and the Indies (Schottische Gesellschaft zum Handel mit Afrika und den Ostindischen Inseln).
Aus den Details des Gesetzes erschließen sich die Absichten Schottlands: Die Gesellschaft hatte für 31 Jahre ein Monopol auf den außereuropäischen Handel Schottlands, für 21 Jahre war sie steuerbefreit, für 10 Jahre durfte sie Schiffe bauen und ausrüsten, und nicht zuletzt hatte sie das Recht, „unbewohntes Land“ in Beschlag zu nehmen. Im Gesetzestext wurde sowohl der Handel mit „den Amerikas“ als auch der Bau von Kriegsschiffen explizit erwähnt. Paterson hatte in seinen Vorschlägen von einem zentralen Handelsknoten zwischen Europa und Asien geträumt, der Verwirklichung des Traums von Kolumbus.
Er behauptete, Darién sei kein Besitztum der Spanier, und schilderte das Leben dort in übermäßig positivem Licht: der Boden sei fruchtbar, das Klima gemäßigt, die See voller (essbarer) Schildkröten und das Gelände flach und ideal für den Transport von Gütern zwischen den Ozeanen.

## Company of Scotland
Nachdem englische wirtschaftliche Interessen einen Verkauf von Anleihen der Company of Scotland in London verhindert hatten, wurde das Subskriptionsbuch schließlich am 26. Februar 1696 in Edinburgh eröffnet. Innerhalb weniger Wochen waren Anleihen im Wert von 400.000 Pfund gezeichnet, was ungefähr einem Viertel des schottischen Nationalvermögens entsprach. Paterson hatte seine die Kolonie betreffenden Unterlagen der Company übergeben, seinem Bekannten John Smith eine beträchtliche Summe aus dem Bestand der Company für erste Anschaffungen übergeben und reiste nun nach Hamburg, um deutsche und holländische Finanziers zu werben.
In Hamburg musste er feststellen, dass der englische Konsul Sir Paul Ryant erfolgreich Stimmung gegen ihn und die Company of Scotland machte. Ohne die Unterstützung kontinentaleuropäischer Bankiers kehrte Paterson nach Edinburgh zurück, wo er erfuhr, dass Smith das Geld der Company unterschlagen und sich nach London abgesetzt hatte. Paterson wurde zwar von jedem Vorwurf freigesprochen, aber aus der Führung der Company ausgeschlossen.
Trotz allem waren, als die Expeditionsflotte 1698 schließlich nach Darién aufbrach, Paterson, seine Frau und das gemeinsame Kleinkind unter den Passagieren. Im Oktober erreichte man die Karibik, die Flotte nahm eine unbewohnte Insel zwischen Puerto Rico und St. Thomas in Beschlag und hisste die Andreaskreuzflagge Schottlands. Zur Überraschung der Siedler wurde ihnen bald von einem Offizier, der von den Engländern nach St. Thomas geschickt worden war, erklärt, dass „ihre“ Insel Besitz des dänischen Königs sei. Ein Pirat namens William Alliston, den Paterson von seinem ersten Aufenthalt in der Karibik kannte und die schottische Flotte beobachtet hatte, erklärte sich auf dessen Vermittlung hin bereit, der Flotte den Weg nach Darién zu zeigen.

## Darién

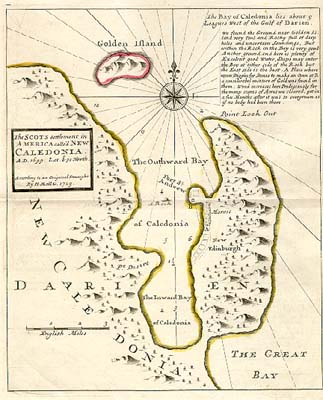
Die Halbinsel, auf der New Caledonia gegründet wurde

Am 2. November 1698 warf die Flotte in der Bucht von Darién Anker. Kontakte mit den einheimischen Indianern verliefen positiv. Diese verstanden Spanisch und zeigten sich erfreut, dass die Neuankömmlinge keine Spanier waren. Die Schotten schlossen einen „Vertrag“ mit dem Anführer der Einheimischen, Andreas. Sie wählten eine kleine Halbinsel als Siedlungsplatz und bauten die ersten Hütten von New Caledonia. Schon bald forderte das tropische Klima erste Opfer – Patersons Sekretär Thomas Fenner etwa starb schon am Tag der Ankunft in Darién an der Ruhr, Patersons Frau und Kind kurz darauf.
Dauerregen verhinderte den geplanten Anbau von Nutzpflanzen, zudem stellte sich heraus, dass ein Großteil der mitgebrachten Vorräte in den Schiffen verfault war. Das dringend erwartete Schiff mit Nachschub an Lebensmitteln blieb aus, weil es bereits vor Islay, noch in schottischen Gewässern, gesunken war.
Anfang Mai schrieb Paterson, an Fieber leidend, einen Brief, den er einer nach Jamaika segelnden Schaluppe mitgab. Er bat um Nachschub und versicherte, dass der Erfolg der Kolonie die Aktien der Company of Scotland zu den wertvollsten Europas machen würde. Zwei Wochen später traf ein Schiff der Schotten auf eines aus England, dessen Kapitän eine Proklamation des Gouverneurs von Jamaika übergab, in der alle Engländer unter Strafandrohung aufgefordert wurden, den schottischen Siedlern keinerlei Unterstützung zu gewähren. Diese Nachricht und ein Angriff auf Darién durch ein kleines spanisches Kontingent besiegelten das Schicksal der Kolonie; die Siedler beschlossen, sich zurückzuziehen. Der immer noch fiebernde Paterson wurde protestierend auf eines der Schiffe gebracht, die Unicorn.

## Rückkehr
Auf der Fahrt nach Norden starb die Hälfte der Besatzung der Unicorn, die in New York als Wrack aufgegeben werden musste. Paterson wechselte auf die Caledonia, mit der er schließlich am 21. November 1699 Glasgow erreichte. Immer noch geschwächt brauchte er für die 70 Kilometer nach Edinburgh, wo er Bericht erstatten wollte, 14 Tage.
Das katastrophale Scheitern der Expedition nach Darién schwächte Schottlands Finanzen und damit die schottische Position gegenüber England erheblich. Der Act of Settlement von 1701 und der Act of Union von 1707, der die Vereinigung Schottlands und Englands bedeutete, wurde vom schottischen Parlament nicht zuletzt aufgrund der desolaten Finanzlage akzeptiert. Im Zuge der Vereinigung zahlte England die Summe von 398.085 Pfund und 10 Shilling an Schottland, von denen 232.884 Pfund und 5 Shilling den Investoren in das gescheiterte Darién-Projekt als Rückzahlung mit 5 Prozent Zinsen zur Verfügung gestellt wurden. Die Berechnung dieser Summen oblag Paterson.
Paterson war 1716 maßgeblich an der Planung der von Robert Walpole initiierten Tilgungsanleihe beteiligt. Er verbrachte seine letzten Jahre in Westminster und starb dort 1719.